# Problème de l'aiguille de Kakeya
Ne doit pas être confondu avec Aiguille de Buffon.

Aiguille montrée en rotation à l'intérieur d'une deltoïde (qui est donc un ensemble de Kakeya). À chaque étape de sa rotation, l'aiguille est en contact avec la courbe en trois points : les deux extrémités (en bleu) et un point de tangence (en noir).
Le milieu de l'aiguille (en rouge) décrit un cercle de diamètre égal à la demi-longueur de l'aiguille.

En mathématiques, et plus particulièrement en géométrie, le problème de l'aiguille de Kakeya demande l'aire minimale d'une région D du plan, telle qu'on puisse y faire tourner une aiguille (ou plus rigoureusement un segment unité) d'un tour complet ; une telle région est appelée un ensemble de Kakeya. Abram Besicovitch a démontré qu'il existe des ensembles de Kakeya de mesure (non nulle) aussi petite que l'on veut. 
Plus généralement, un  ensemble de Besicovitch est un ensemble de points d'un espace euclidien qui contient un  segment de droite de longueur 1 dans chaque direction. De nombreux résultats et conjectures intéressantes concernent ces ensembles ; ainsi, Besicovitch a montré qu'il en existe de mesure nulle ; ce résultat a amené la formulation d'une  conjecture plus précise,  appelée conjecture de Kakeya, sur la taille minimale des ensembles de Kakeya en dimension quelconque, mais elle n'est démontrée pour l'instant que pour des espaces de petite dimension ; des généralisations de cette conjecture (en particulier aux corps finis) ont connu récemment  d'importants  développements.

## Le problème de l'aiguille de Kakeya
Le  problème de l'aiguille de Kakeya demande l'aire minimale d'une région D du plan, telle qu'on puisse y faire tourner (continûment) une aiguille (ou plus rigoureusement un segment unité) d'un tour complet. Cette question fut d'abord proposée, pour des régions convexes, par Sōichi Kakeya.
Il semble avoir suggéré que la région  D d'aire minimale, sans la restriction sur la convexité, serait une  deltoïde. Le problème initial (demandant que D soit convexe) fut résolu par Gyula Pál, montrant que la solution dans ce cas est un triangle équilatéral d'aire {\displaystyle 1/{\sqrt {3}}} (et donc de côté {\displaystyle 2/{\sqrt {3}}} et de hauteur 1).

## Ensembles de Besicovitch

Une méthode de construction d'un ensemble de Besicovitch de mesure petite par "éclatement". On montre ici deux découpages et réarrangements des pièces d'un triangle (correspondant à la description du texte pour n=1 et n=3) pour obtenir un ensemble d'aire plus petite.

Besicovitch  montra que l'aire d'une  région D, permettant de tourner une aiguille d'un tour complet, peut être rendue aussi petite que l'on veut. Ceci développait un de ses travaux antérieurs, concernant les ensembles (à présent appelés ensembles de Besicovitch) contenant un segment unité dans chaque direction ; Besicovitch avait montré dès 1919 qu'un tel ensemble pouvait être de  mesure arbitrairement petite. Il est d'ailleurs possible que le problème ait déjà été étudié auparavant.
La méthode de construction d'ensembles de Besicovitch décrite ci-dessous et illustrée sur la figure de gauche utilise des  « arbres de Perron », ainsi nommés d'après   O. Perron qui les utilisa pour simplifier la construction originale de Besicovitch : partant d'un triangle de hauteur 1, on le divise en 2 et on translate les pièces pour que leurs bases se recouvrent partiellement. La figure ainsi obtenue contient des segments unités de mêmes directions que ceux du  triangle initial passant par le sommet servant au découpage, et son aire a diminué.

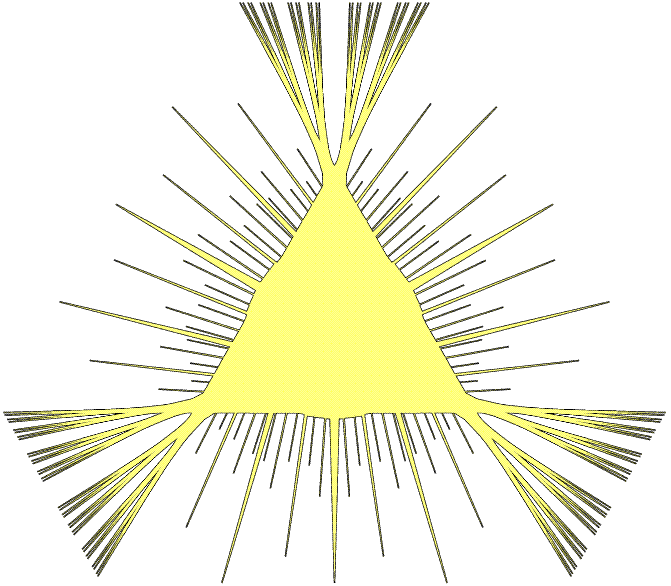
Une solution au problème de l'aiguille, construite à partir d'arbres de Perron.

Plus généralement, divisant le triangle en 2n pièces (de bases égales), on les regroupe 2 par 2, puis 4 par 4, et ainsi de suite ; la figure ainsi obtenue ressemble à un arbre, et peut être rendue d'aire aussi petite que l'on veut. Partant d'un triangle équilatéral, et combinant trois de ces arbres (correspondants aux trois sommets du triangle), on obtient un ensemble de Besicovitch d'aire arbitrairement petite. Une adaptation de la même idée à des parallélogrammes permet même d'obtenir des suites d'ensembles emboîtés {\displaystyle K_{0}\supseteq K_{1}\supseteq K_{2}\cdots }, dont l'intersection est par conséquent un ensemble de Besicovitch de mesure nulle.
Il existe d'autres méthodes de construction d'ensembles de   Besicovitch de mesure nulle. Par exemple, Kahane a utilisé des ensembles de Cantor pour construire un tel ensemble dans le plan.

## Ensembles solutions du problème de l'aiguille
Utilisant une technique due à Pál (les jonctions de Pál, des ensembles de mesure arbitrairement petite permettant de déplacer continûment un segment unité entre deux lignes parallèles fixées), et partant d'un ensemble de  Besicovitch formé d'arbres de Perron, on peut construire un ensemble de Kakeya (c'est-à-dire un ensemble permettant une rotation complète de l'aiguille) de mesure également aussi petite que l'on veut. 
En 1941, H. J. Van Alphen montra qu'on peut même construire des ensembles  de Kakeya à l'intérieur d'un cercle de rayon {\displaystyle 2+\epsilon } (où  {\displaystyle \epsilon >0} est arbitrairement petit).
Des ensembles de Kakeya simplement connexes d'aire plus petite que celle de la deltoïde furent trouvés en
1965. Melvin Bloom et I. J. Schoenberg construisirent indépendamment des ensembles d'aire tendant vers 
{\displaystyle (5-2{\sqrt {2}})\pi /24} (le nombre de Bloom-Schoenberg) ; Schoenberg conjectura que cette aire ne pouvait pas être améliorée pour des ensembles simplement connexes.
Cependant, en 1971, F. Cunningham montra que, pour tout  {\displaystyle \epsilon >0}, il existe un ensemble de Kakeya simplement connexe d'aire inférieure à 
{\displaystyle \epsilon } et contenu dans un cercle de rayon 1, ce qui est clairement le meilleur résultat possible (puisque toute rotation de l'aiguille ne peut se faire que dans un ensemble d'aire, et donc de mesure, strictement positive).

## La conjecture de Kakeya

### Énoncé
La question de la « taille » minimale des ensembles de  Besicovitch en dimension supérieure fut alors posée, donnant naissance à un ensemble de conjectures connues comme les  conjectures de Kakeya, et qui ont stimulé en partie la naissance de la  théorie géométrique de la mesure.  En particulier, l'existence  d'ensembles de  Besicovitch de mesure nulle amène naturellement  à se demander s'ils pourraient également être de mesure de Hausdorff (de dimension s) nulle pour s (non nécessairement entier) strictement plus petit que la dimension de l'espace euclidien considéré. Cette question amène à la conjecture suivante : 
Conjecture de Kakeya (pour les ensembles) : Soit B un ensemble de Besicovitch dans  Rn (c'est-à-dire que B contient un segment unité dans chaque direction). La dimension de Hausdorff et  la dimension de Minkowski de B sont alors égales à  n.
Ce résultat est vrai pour n =  2  (et trivialement pour n=1), mais on ne connait que des résultats partiels en dimensions supérieures.

### La fonction maximale de Kakeya
Une approche moderne de ces conjectures est d'étudier des fonctions maximales (en)  particulières, construites comme suit : notant Sn-1 ⊂ Rn la sphère unité, on définit {\displaystyle T_{e}^{\delta }(a)} comme étant le cylindre de longueur 1 et de rayon {\displaystyle \delta >0}, centré au point a ∈ Rn, et d'axe parallèle au vecteur unitaire e ∈ Sn-1. Pour une fonction localement intégrable f, on définit la fonction maximale de Kakeya  de f comme étant
{\displaystyle f_{*}^{\delta }(e)=\sup _{a\in \mathbb {R} ^{n}}{\frac {1}{m(T_{e}^{\delta }(a))}}\int _{T_{e}^{\delta }(a)}|f(y)|dm(y)},
où m est la  mesure de Lebesgue de dimension n (on remarquera que {\displaystyle f_{*}^{\delta }} est une fonction définie sur les vecteurs e de la sphère Sn-1).
La conjecture suivante implique alors la conjecture de Kakeya pour les ensembles de Besicovitch :
Conjecture de Kakeya pour les fonctions maximales : Pour tout {\displaystyle \epsilon >0}, il existe une constante {\displaystyle C_{\epsilon }>0} telle que pour toute fonction  f et tout {\displaystyle \delta >0}, {\displaystyle \|f_{*}^{\delta }\|_{L^{n}(\mathbf {S} ^{n-1})}\leqslant C_{\epsilon }\delta ^{-\epsilon }\|f\|_{L^{n}(\mathbf {R} ^{n})}.} (les normes utilisées  sont celles définies dans l'article Espace Lp).

### Résultats
On a démontré les résultats suivants :
- La  conjecture de Kakeya est vraie pour n = 1 (trivialement) et pour  n = 2 (Davies, 1971)[10].

- Dans un espace de dimension n, Wolff[11] a montré que la dimension d'un ensemble de  Kakeya est au moins {\displaystyle {\tfrac {1}{2}}}(n+2).

- En 2002, Katz et Tao[12] ont amélioré la borne de Wolff, obtenant {\displaystyle (2-{\sqrt {2}})(n-4)+3}, (c'est une amélioration pour n>4).

- En 2000, Jean Bourgain obtint une relation entre le problème de  Kakeya et  l'arithmétique combinatoire (en)[13],[14] mettant en jeu l'analyse harmonique et la théorie additive des nombres.
- En 2025, Hong Wang and Joshua Zahl ont publié sur arXiv une preuve potentielle[15] de la conjecture de Kakeya dans le cas n = 3.

## Applications à l'analyse
De façon surprenante, ces conjectures ont été reliées à de nombreuses questions dans d'autres domaines, en particulier en analyse harmonique.  Ainsi, en 1971, Charles Fefferman utilisa une construction d'ensemble de Besicovitch pour montrer qu'en dimension supérieure à  1, des intégrales de Fourier tronquées sur des boules centrées à l'origine, de rayon tendant vers l'infini, ne convergent pas forcément en norme Lp si p ≠ 2 (contrairement à la dimension 1, où la convergence a toujours  lieu).

## Généralisations du problème de  Kakeya

### Ensembles contenant des cercles ou des sphères
Parmi les problèmes analogues au problème de Besicovitch, on a étudié des ensembles contenant des formes plus générales que des segments de droites, par exemple des cercles.
- En 1997 et 1999, Wolff a démontré[17],[18]  que des sous-ensembles de Rn contenant des  n-sphères de tout rayon doivent être de dimension de Hausdorff n ; sa démonstration utilise le calcul de bornes d'une fonction maximale circulaire, analogue à la fonction maximale de Kakeya.

- Une conjecture affirmant l'existence d'ensembles de mesure nulle contenant une sphère autour de chacun de leurs points fut réfutée par des résultats de Elias Stein[19] montrant que ces ensembles sont de mesure positive si n ≥ 3, et Marstrand[20], montrant le même résultat dans le cas n = 2.

### Ensembles contenant des disques ou des boules
Une autre généralisation de la conjecture de Kakeya est de considérer des ensembles contenant des portions de sous-espaces de dimension k. Définissons un  (n,k) -ensemble de Besicovitch K comme étant un compact de Rn de mesure nulle et contenant un translaté de tous les disques unités de dimension k (autrement dit, si  B désigne la boule unité centrée en 0, pour tout sous-espace affine P de dimension k, il existe x ∈ Rn tel que {\displaystyle (P\cap B)+x\subseteq K}). Ainsi, les ensembles de Besicovitch définis précédemment sont les(n,1)-ensembles de Besicovitch. On a alors la
Conjecture des (n,k)-Besicovitch : il n'existe pas de (n,k)-ensembles de Besicovitch pour  k>1.
En 1979, Marstrand montra qu'il n'existait pas de (3,2)-ensembles de Besicovitch. Vers la même époque, Falconer  montra plus généralement qu'il n'existait pas de (n,k)ensembles de Besicovitch pour 2k>n. La meilleure borne actuelle est due à  Bourgain, montrant qu'il n'existe pas de tels ensembles si 2k-1+k>n.

### Ensembles de Kakeya sur des corps finis
En 1999, Wolff proposa une conjecture analogue pour les corps finis, dans l'espoir que les techniques permettant de la résoudre pourraient se transposer au cas euclidien : 
Conjecture de Kakeya pour les corps finis : Soit F un corps fini, et soit  K ⊆ Fn un ensemble de Besicovitch, c'est-à-dire que pour chaque vecteur y ∈ Fn, il existe x ∈Fn tel que K contient une droite {x+ty: t ∈ F}. Alors l'ensemble K est de taille au moins cn|F|n, où  cn>0 est une constante ne dépendant que de n.
Zeev Dvir (en)  démontra cette conjecture en 2009 (avec  cn = 1/n!), en utilisant ce que Terence Tao appela un "argument superbement simple", de la manière suivante :  Dvir observa que tout polynôme à  n variables de degré inférieur à  |F| s'annulant sur un ensemble de Besicovitch doit être identiquement nul. Or les polynômes à n variables de degré inférieur à  |F| forment un espace vectoriel de dimension 
{\displaystyle {|\mathbf {F} |+n-1 \choose n}\geq {\frac {|\mathbf {F} |^{n}}{n!}}}.
Il y a par conséquent au moins un polynôme non trivial s'annulant sur un ensemble donné ayant moins de points que ce nombre ; combinant ces deux observations, on voit que les ensembles de Besicovitch doivent avoir au moins |F|n/n! points. Il n'est pas clair que  cette technique puisse être adaptée pour démontrer la conjecture de Kakeya dans le cas euclidien, mais cette démonstration en renforce du moins la vraisemblance, en montrant l'impossibilité de contre-exemples essentiellement construits de manière algébrique.  Dvir a écrit un article de synthèse sur les progrès réalisés dans le cas des corps finis (jusqu'en 2009), et leur relation à la notion d'extracteur de hasard (en).

## Evolutions récentes dans la recherche
La chercheuse Hong Wang et le chercheur Joshua Zahl ont publié en février 2025 un article sur la résolution de la conjecture et démontrant que tout ensemble de Kakeya dans R3 a une dimension de Minkowski et de Hausdorff égale à 3.